# 1940 en hockey sur glace
Cette page présente les éléments de hockey sur glace de l'année 1940, que ce soit d'un point de vue rencontres internationales ou championnats nationaux. Les grandes dates des différentes compétitions sont données ainsi que les décès de personnalités du hockey mondial.

## Amérique du Nord

### Ligue nationale de hockey
- Les Rangers de New York remportent la Coupe Stanley.

### Ligue américaine de hockey
N'ayant plus d'équipe canadienne en son sein, la ligue prend le nom définitif de Ligue américaine de hockey.

## Europe
La plupart des compétitions nationales sont annulées, ainsi que la Coupe Spengler.

### Allemagne
Le Wiener EG remporte le titre de champion d'Allemagne.

### Bohème et Moravie
- Le LTC Prague est champion de Bohème et Moravie[1].

### Hongrie
- Le BKE Budapest est champion de Hongrie[2].

### Suède
- IK Göta est champion de Suède[3].